# Bedegkér
Bedegkér je obec v Maďarsku, v župě Somogy.
V roce 2011 zde žilo 470 obyvatel.

## Sousední obce
Iregszemcse (Tolna), Kánya, Koppányszántó (Tolna), Miklósi, Somogyegres, Tengőd, Törökkoppány